# Lockheed C-141

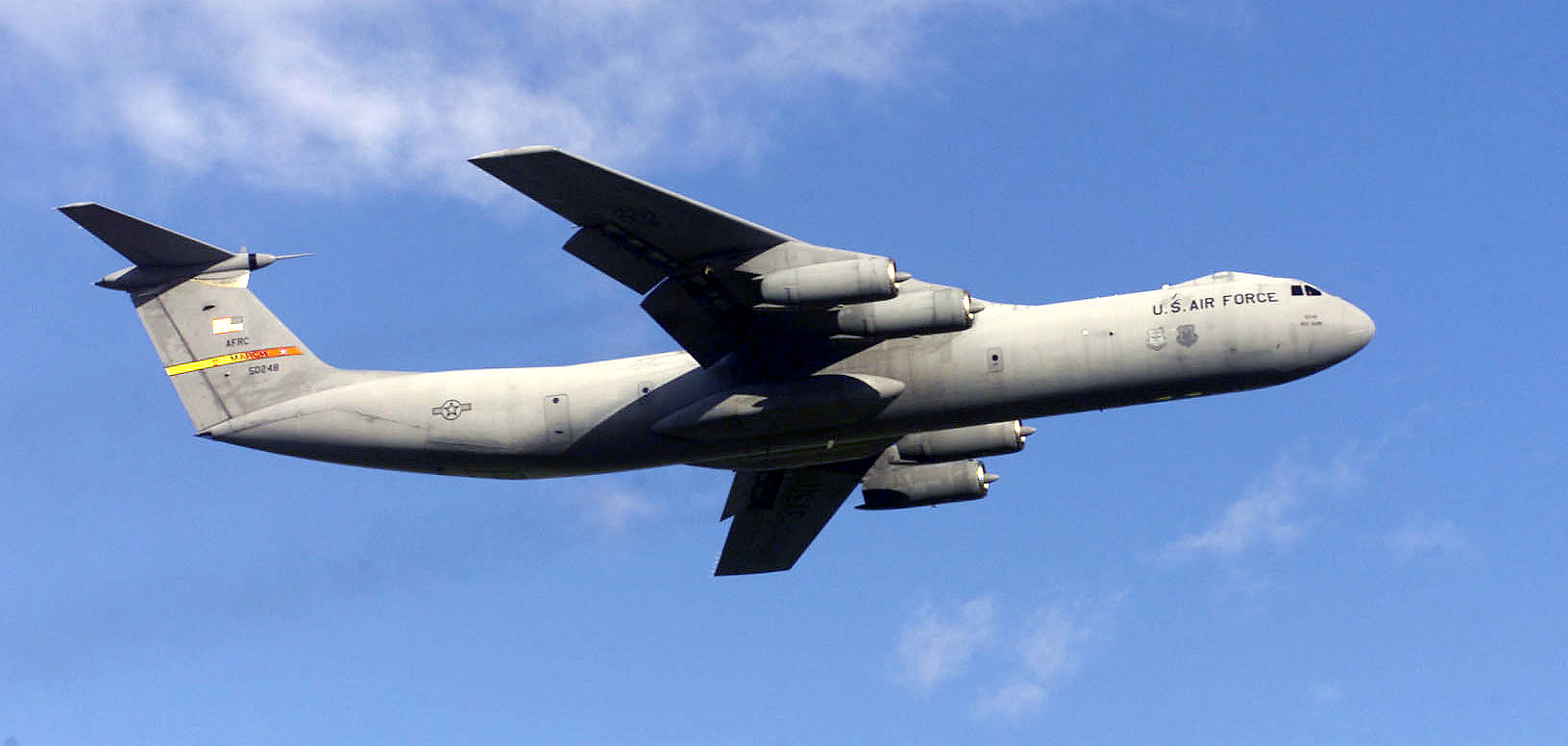
Lockheed C-141C Starlifter der USAF

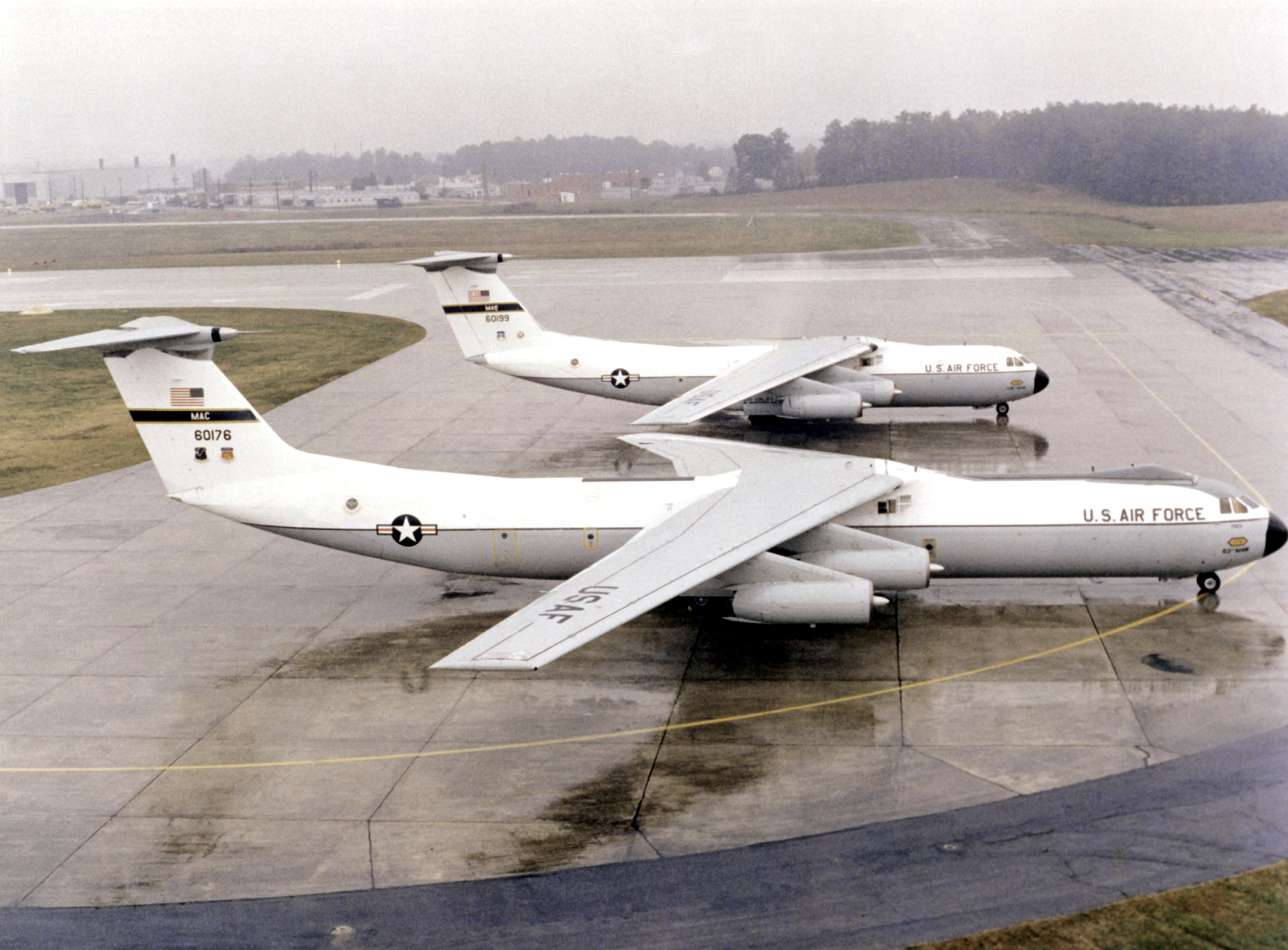
C-141A und die 7,1 m längere C-141B

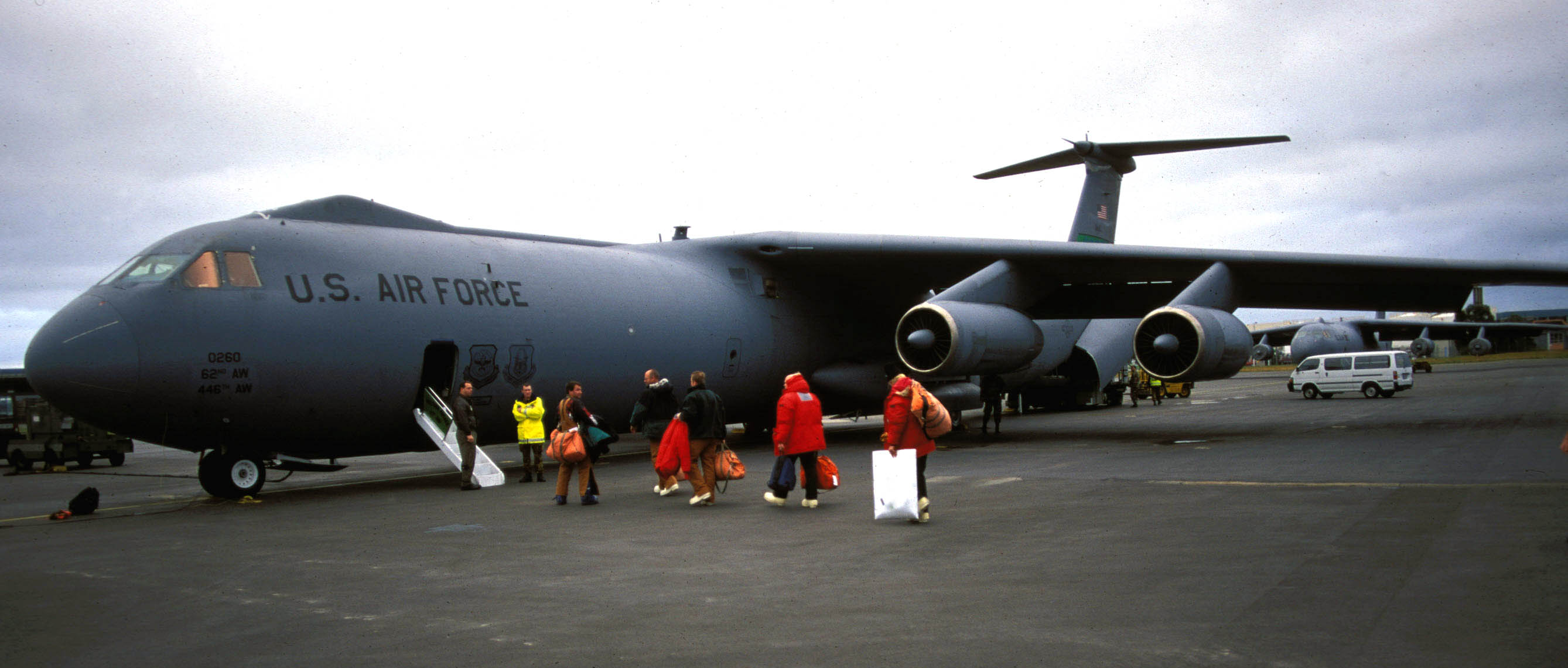
Starlifter in Christchurch (Neuseeland) zum Transport von Fracht und Personen in die Antarktis

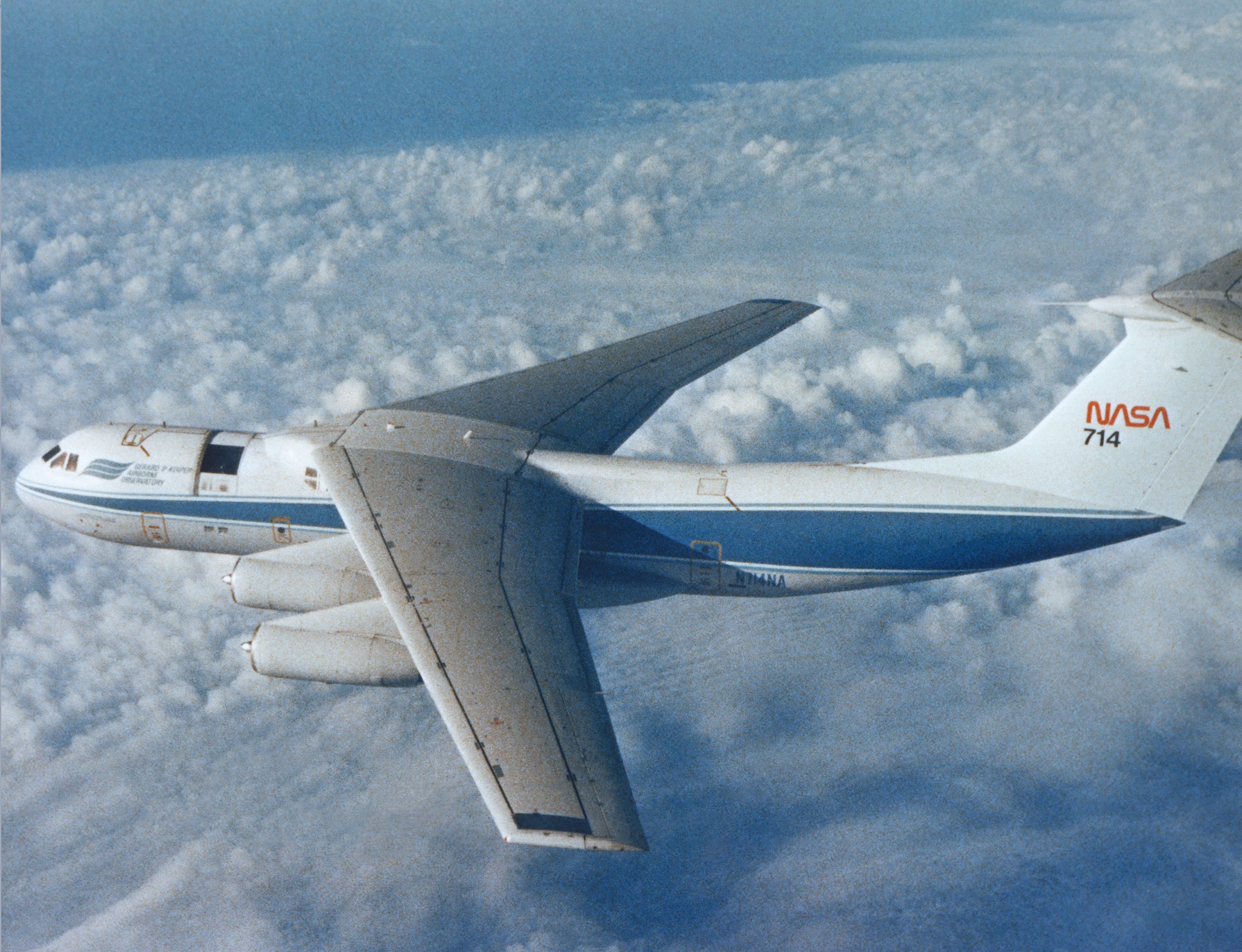
C-141A als fliegendes Teleskop (KAO) der NASA

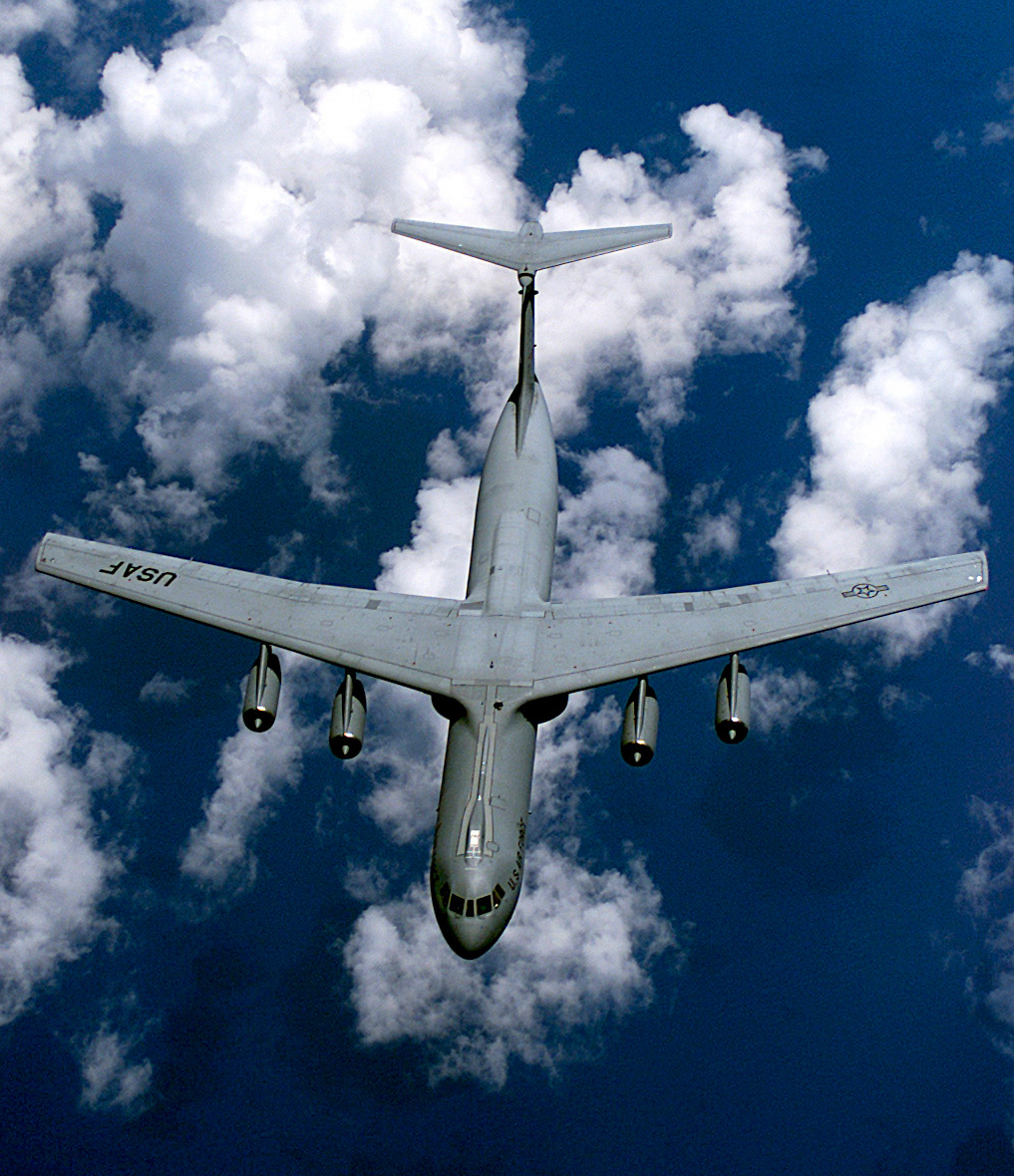
Lockheed C-141C

Die Lockheed C-141 Starlifter war ein militärisches Transportflugzeug der US-Luftwaffe (USAF). Entwickelt in den frühen 1960er Jahren, war es bis September 2005 im aktiven Einsatz zur Beförderung von Fracht und Truppen. Sie wurde durch die Boeing C-17 Globemaster III ersetzt.

## Entwicklungsgeschichte
Im Jahre 1960 entschied sich die USAF, für ihre vielfältigen Transportaufgaben ein strahlgetriebenes Flugzeug zu beschaffen. Es sollte militärisches Gerät, Frachtpaletten oder (verwundete) Soldaten und Fallschirmjäger über lange Strecken befördern können. Bisher waren dafür in der Regel propellergetriebene Douglas C-124 Globemaster II und Douglas C-133 Cargomaster eingesetzt worden.
Aus dem Wettbewerb um den Auftrag ging im März 1961 Lockheed als Sieger hervor. Der erfolgreiche Erstflug der C-141A fand am 17. Dezember 1963 statt, dem 60. Jahrestag des ersten Motorfluges der Brüder Wright. Damit war sie das erste Düsenflugzeug, das als reiner Transporter entwickelt wurde. Im Oktober 1964 begann die Auslieferung und ab April 1965 waren die ersten Maschinen beim Military Air Transport Service (MATS) einsatzbereit.
Die Starlifter war wie die meisten Militärtransporter als Schulterdecker mit Leitwerk in T-Form konstruiert. Der Laderaum fasste wahlweise 29 Tonnen Fracht, 155 Soldaten, 123 Fallschirmspringer oder 80 Krankentragen. Die Fracht konnte durch die Heckklappe im Flug abgesetzt werden. Für Absprünge mit dem Fallschirm gab es zwei seitliche Ausstiege am Heck.

### Umbau
Die USAF war sehr zufrieden mit ihrem zuverlässigen und vielseitigen Frachter; ein Mangel war jedoch, dass die C-141 ihre maximale Zuladung nicht ausnutzen konnte, weil der Laderaum im Verhältnis dazu zu klein war. Zwar gab es mittlerweile die – ebenfalls von Lockheed gebaute – wesentlich größere C-5 Galaxy, aber diese war für viele alltägliche Transportaufgaben überdimensioniert. Daher wurden zwischen 1977 und 1982 270 der noch vorhandenen C-141A um 7,1 m gestreckt, indem man vor und hinter den Tragflächen zusätzliche Rumpfsegmente einsetzte. Der Laderaum hatte danach eine Länge von 31,8 m, eine Breite von 3,1 m und eine Höhe von 2,7 m. Gleichzeitig wurde die Fähigkeit zur Luftbetankung nachgerüstet. Diese C-141B flog am 24. März 1977 zum ersten Mal und hatte nun eine um ein Drittel auf 42 Tonnen gesteigerte Frachtkapazität. Durch diese Leistungssteigerung wurde die Starlifter erst recht zum meistbeschäftigten Transporter der USAF.
Von ursprünglich vier für statische Tests gebauten (NC-141A genannten) Exemplaren wurde eines im Mai 1973 für die NASA zum Kuiper Airborne Observatory (KAO) umgebaut. Dafür wurde hinter der Pilotenkanzel ein Cassegrain-Spiegelteleskop mit 91 Zentimetern Öffnung installiert, das durch einen entsprechenden Ausschnitt im Rumpfdach nach oben gerichtet war. Das übrige Hauptdeck nahm die Elektronik und Bedienungskonsolen für die Forschungsmannschaft auf. Mit diesem fliegenden Observatorium hat die NASA bis 1995 astronomische Objekte vor allem im Infrarotbereich beobachtet.
1994 sind für das Air Force Special Operations Command 13 C-141B durch das Programm SOLL II (Special Operations Low Level, zu deutsch: Spezielle Operationen im Tiefflug) mit zusätzlicher Elektronik für Nachteinsätze in niedriger Flughöhe ausgerüstet worden. Dazu gehörten Infrarotsensoren, Nachtsicht- und Radarwarngeräte sowie Täuschkörper zur Ablenkung der gegnerischen Flugabwehr.

### Modernisierung
Von 1997 bis 1999 wurden 64 Maschinen für ein Modernisierungsprogramm ausgewählt, das unter anderem eine digitalisierte Pilotenkanzel, GPS und andere Navigations- und Verteidigungselektronik umfasste. Ihre Bezeichnung lautete C-141C.
Seit Anfang der 1990er übernahm die neue C-17 Globemaster III nach und nach die Aufgaben der C-141.

## Ausmusterung
Am 16. September 2004 stellte das Air Mobility Command (AMC) seine letzte Starlifter außer Dienst. Eine C-141C des Air Force Reserve Command (AFRC) flog am 26. September 2005 den letzten Kampfeinsatz dieses Typs, als sie Verwundete aus Afghanistan evakuierte. Die 445th Airlift Wing des AFRC war die letzte Einheit, die dieses Flugzeug verwendete.
Die vorletzte Starlifter (Kennzeichen: 67-0166) flog am 7. April 2006 zur Scott Air Force Base (Illinois), um anschließend dort ausgestellt zu werden. Der letzte Flug einer C-141 Starlifter (66-0177, Hanoi Taxi) fand am 6. Mai 2006 statt und endete mit einer Feier auf der Wright-Patterson Air Force Base. Im dortigen USAF-Museum erinnert diese Maschine  speziell an die Rückkehr der US-amerikanischen Kriegsgefangenen aus Vietnam.
Die meisten Starlifter wurden nach der Ausmusterung zum 309th Aerospace Maintenance and Regeneration Group (AMARG) in Tucson, Arizona geflogen. Aufgrund der Tatsache, dass die gesamte Flotte der C-141 Starlifter bis 2006 außer Dienst gestellt wurde und eine Reaktivierung sehr unwahrscheinlich ist (auch da viele Flugzeugzellen am Ende ihrer Lebenserwartung angekommen sind), begann bereits im Sommer 2003 die Verschrottung der Flugzeuge. Aufgrund ihrer Größe werden sie mit einem an einem Kran montierten Fallbeil in mehrere Teile zerschnitten und zu umliegenden Verwertungsbetrieben transportiert.

## USAF-Produktion
Abnahme der C-141 durch die USAF:
| Version | 1963 | 1964 | 1965 | 1966 | 1967 | 1968 | SUMME |
| ------- | ---- | ---- | ---- | ---- | ---- | ---- | ----- |
| C-141A  | 4    | 9    | 58   | 102  | 108  | 3    | 284   |

## Varianten
- C-141A: Ursprungsmodell, gebaut von 1963 bis 1967, 284 Maschinen.
- NC-141A: Testflugzeuge, vier Maschinen.
- C-141B: Um 7,1 m gestreckter Rumpf, Luftbetankung. Umbau aller 270 C-141A zwischen 1977 und 1982. SOLL II-Ausrüstung für 13 C-141B 1994.
- C-141C: Von 1997 bis 1999 modernisierte C-141B (Pilotenkanzel, Avionik), 64 Maschinen.
- KAO (Kuiper Airborne Observatory): Von der NASA betriebenes fliegendes Teleskop. Eine auf der NC-141A basierende Maschine, im Einsatz von 1973 bis 1995.

## Zwischenfälle
Vom Erstflug 1963 bis zum Betriebsende 2006 kam es mit C-141 Starlifter zu 21 Totalschäden. Bei 16 davon kamen 187 Menschen ums Leben. Beispiele: 
- Am 7. September 1966 verursachten Wartungstechniker an einer C-141A Starlifter der United States Air Force (Luftfahrzeugkennzeichen 65-0281) auf der McChord Air Force Base einen Kurzschluss in einem nur teilweise entleerten Treibstofftank. Bei der dadurch ausgelösten Explosion wurden drei Personen getötet und das fast fabrikneue Flugzeug zerstört.[5]

- Am 28. August 1976 stürzte eine Lockheed C-141A Starlifter der United States Air Force (67-0008) auf dem Söndre Strömfjord Airport (jetzt: Kangerlussuaq), Grönland ab.  Der sehr unerfahrene Kommandant hatte versucht, während einer völlig missglückten Landung wieder durchzustarten. Von den 27 Personen an Bord wurden 23 getötet.[6]

- Am 13. September 1997 kollidierte bei der Flugzeugkollision vor Namibia 1997 eine C-141B Starlifter der United States Air Force (65-9405) vor der Küste von Namibia mit einer in falscher Höhe fliegenden Tupolew Tu-154 (11+02) der Flugbereitschaft des Bundesministeriums der Verteidigung. Alle 33 Personen an Bord der beiden Maschinen wurden getötet.[7]

## Technische Daten

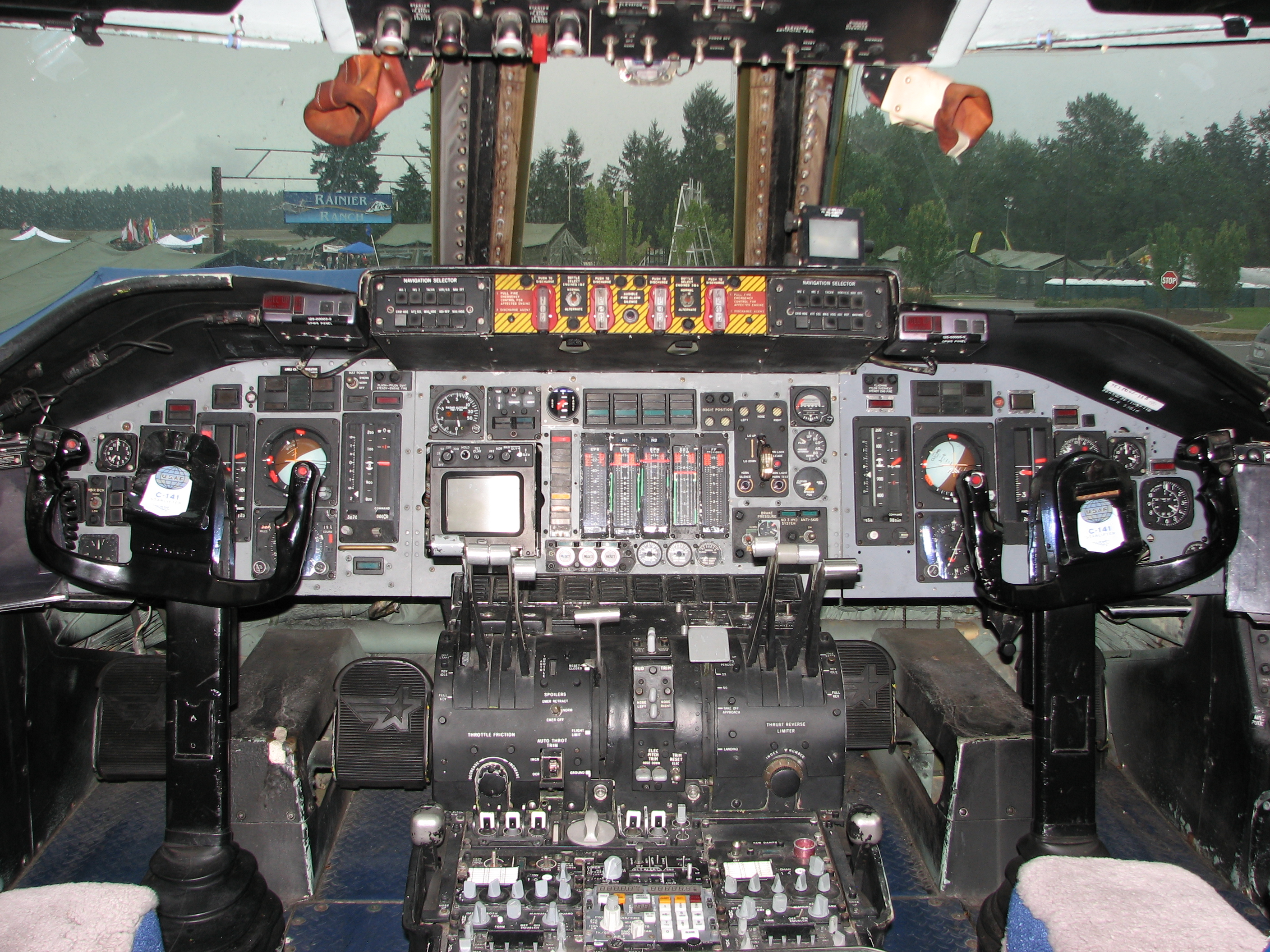
Cockpit einer Lockheed C-141A Starlifter

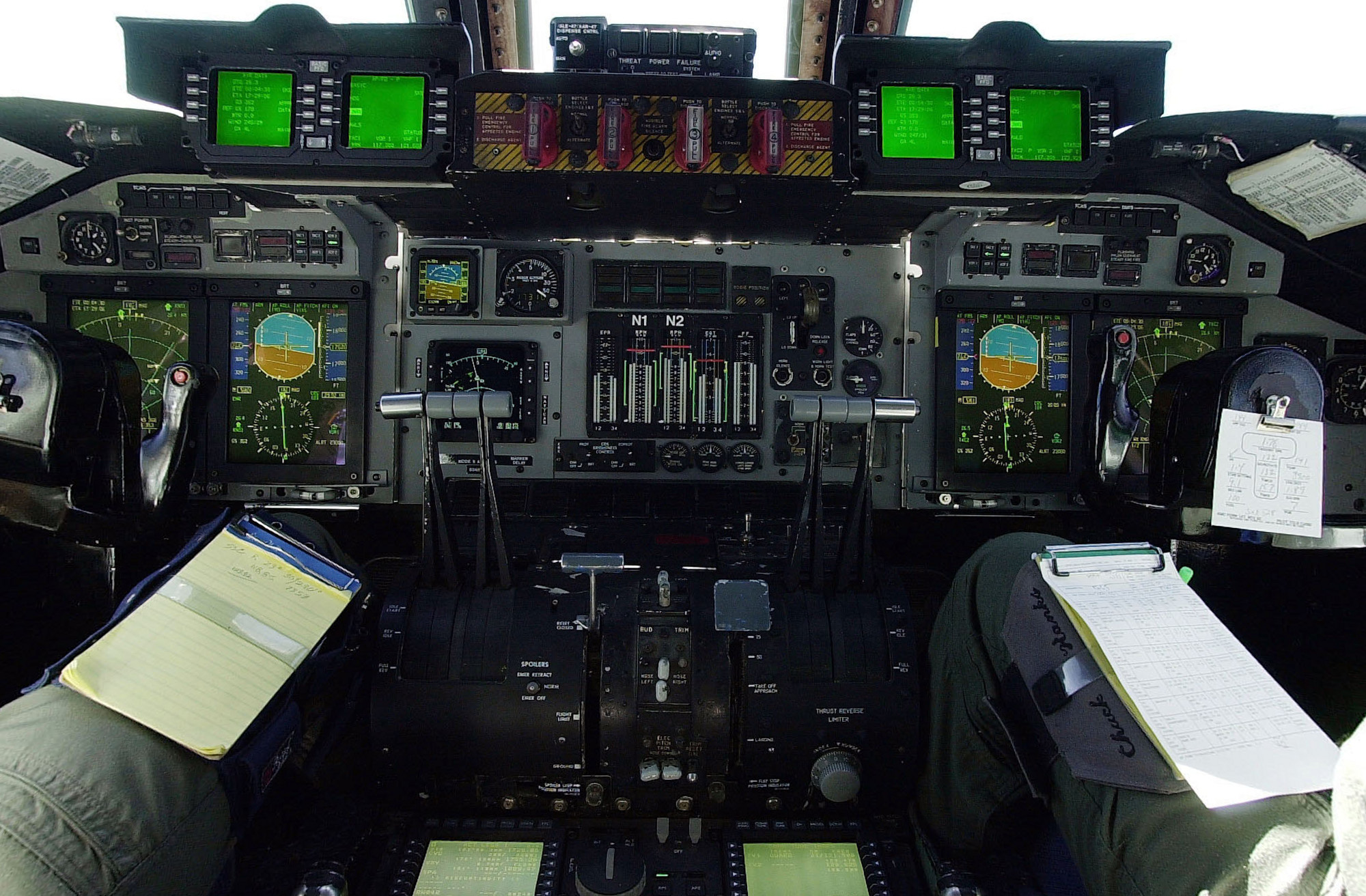
Cockpit einer Lockheed C-141C Starlifter

| Kenngröße                      | C-141A                                                   | C-141B/C                                                 |
| ------------------------------ | -------------------------------------------------------- | -------------------------------------------------------- |
| Besatzung                      | 5 (Pilot, Kopilot, zwei Flugingenieure, ein Lademeister) | 5 (Pilot, Kopilot, zwei Flugingenieure, ein Lademeister) |
| Länge                          | 44,2 m                                                   | 51,3 m                                                   |
| Spannweite                     | 48,8 m                                                   | 48,8 m                                                   |
| Höhe                           | 12,0 m                                                   | 12,0 m                                                   |
| Flügelfläche                   | 300 m²                                                   | 300 m²                                                   |
| max. Zuladung                  | 28,8 t                                                   | 42,5 t                                                   |
| max. Startmasse                | 143,6 t                                                  | 147,0 t                                                  |
| Höchstgeschwindigkeit          | 919 km/h                                                 | 912 km/h                                                 |
| Reichweite (mit max. Zuladung) | 6566 km                                                  | 4723 km                                                  |
| Triebwerke                     | vier Pratt & Whitney TF33-P-7 mit je 91 kN Schub         | vier Pratt & Whitney TF33-P-7 mit je 91 kN Schub         |